# Битва при Монс-ан-Певеле
Битва при Монс-ан-Певеле (фр. bataille de Mons-en-Pévèle) состоялась 18 августа 1304 года между французскими войсками, возглавляемыми королём Филиппом IV, и фламандскими повстанцами, не желавшими соглашаться с присоединением Фландрии к Франции.

## Предыстория
Французский король намеревался смыть позор поражения в Битве золотых шпор 1302 года, после которой фламандцы оккупировали Лилль и Дуэ. 10 августа 1304 года французы выиграли битву при Зерикзее, где был взят в плен граф Фландрии Ги де Дампьер. Его сын Филипп, собрав фламандские силы, после стычек у Гравлина и Дуэ отошёл к Монс-ан-Певелю.

## Битва

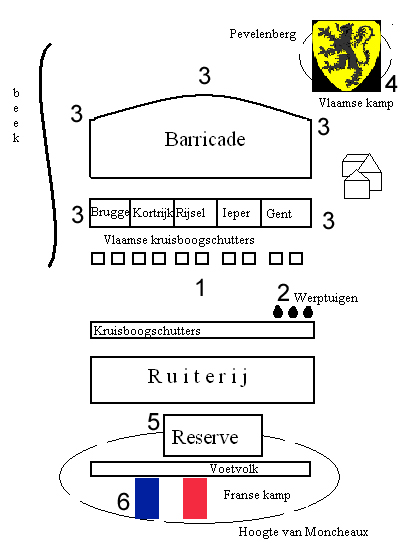
Схема битвы:
1. Перестрелка арбалетчиков
2. Вылазка ипрских ополченцев и разрушение метательных машин
3. Бой на флангах и баррикаде
4. Разграбление фламандского лагеря
5. Атака на французский лагерь
6. Французская контратака

Битва между двумя армиями, в каждой из которых было около 15 000 человек, началась в 9 утра. Фламандцы, используя телеги в качестве средств защиты, выстроились тремя параллельными линиями длиной 800 метров каждая, а в тылу соорудили баррикаду. Французы пошли в атаку, но остановились, и под прикрытием рыцарей арбалетчики и метатели копий начали обстрел фламандских линий, чтобы разрушить их целостность. Ипрские и гентские ополченцы не выдержали обстрела и подались назад. Французы обстреляли фламандцев из метательных машин, но ипрские ополченцы сделали вылазку и разрушили их. Французская атака провалилась.
Тем временем французские крестьяне начали грабить фламандские склады, находившиеся на вершине холма. День был жаркий, и фламандцы, вынужденные сидеть в укреплённой позиции, страдали от жажды, а французские и фламандские рыцари умирали от солнечных ударов. Исход битвы оставался неопределённым. По инициативе фламандской стороны между 17:00 и 18:30 начались переговоры, и сражение было приостановлено.
Во время переговоров французский участник был убит, и фламандцы начали фронтальную атаку. Из-за сумеречного времени в атаку пошло лишь правое крыло фламандцев (отряды из Брюгге и Лилля); Жан I Намюрский увёл ополченцев из Гента и Ипра в Лилль, посчитав, что его люди слишком устали в дневных стычках. Французы, полагая, что битва уже кончилась, были застигнуты врасплох. Фламандцам удалось прорваться до королевского шатра, и сам французский король Филипп IV был ранен, а орифламма — потеряна. В этом бою погиб один из фламандских лидеров — Виллем ван Юлих. Французы попытались предпринять контратаку при лунном свете, но она получилась неудачной, и фламандцы смогли отступить.
Обе стороны считали себя победителями, однако, так как в соответствии с кодексом того времени победителем считается тот, кто провёл ночь после битвы на поле боя, в официальной истории победителями записаны французы. Условия Атисского мира ясно говорили, что победителями были именно французы.

## Итоги
После битвы начались долгие переговоры, итогом которых стал Атисский мир, подтвердивший существование Фландрии как отдельного графства, вассального по отношению к французской короне (как оно и было до восстания).